# Liste von Sakralbauten der Verbandsgemeinde Maifeld
Die Liste von Sakralbauten der Verbandsgemeinde Maifeld gibt einen Überblick über die Kirchen, Kapellen und sonstigen Sakralbauten der Verbandsgemeinde Maifeld, Rheinland-Pfalz.

## Liste

### Münstermaifeld
- Katholische Pfarrkirche St. Martin und St. Severus, ehemalige Stiftskirche, Münstermaifeld
- Katholische Kapelle St. Stephan, Stadtteil Keldung
- Katholische Kapelle St. Maria Magdalena, Stadtteil Küttig
- Katholische Kapelle St. Benedikt, Stadtteil Lasserg
- Kapelle St. Paulus, Stadtteil Lasserg
- Katholische Kapelle St. Praxedis, Stadtteil Metternich
- Katholische Kapelle St. Wendelin,  Stadtteil Mörz
- Synagoge Münstermaifeld[1]

### Polch
- Katholische Pfarrkirche St. Willibrord, Polch
- Katholische Kapelle St. Georg, Polch
- Synagoge Polch[2]

### Mertloch
- Katholische Pfarrkirche St. Gangolf, Mertloch
- Synagoge Mertloch[3]

### Oechtendung
- Katholische Pfarrkirche St. Martin, Ochtendung
- Synagoge Ochtendung[4]

### Übrige Gemeinden
- Katholische Kapelle St. Luzia, Einig
- Katholische Pfarrkirche St. Maximin, Gappenach
- Katholische Kapelle St. Nikolaus, Gering
- Katholische Kapelle St. Nikolaus, Gierschnach
- Katholische  Kirche St. Martin und Severus, Kalt
- Katholische Kirche St. Goar, Kerben
- Katholische Filialkirche St. Markus, Kerben Ortsteil Minkelfeld
- Katholische Kirche St. Willibrord, Kollig
- Katholische Pfarrkirche St. Jakobus der Ältere, Lonnig
- Katholische Kirche St. Alban, Naunheim
- Katholische Pfarrkirche St. Firmin, Pillig
- Katholische Filialkirche St. Margarethen, Rüber
- Katholische Kirche St. Petrus, Trimbs
- Katholische Pfarrkirche St. Paulinus, Welling
- Alte Kirche, Welling
- Katholische Pfarrkirche St. Apollonia, Wierschem